# Spálený vrch (Ještědsko-kozákovský hřbet)
Spálený vrch (660 m n. m.) je vrch v okrese Liberec Libereckého kraje. Leží asi 1,5 km jihovýchodně od obce Kryštofovo Údolí na příslušném katastrálním území. Je součástí Přírodního parku Ještěd.

## Geomorfologické zařazení
Hora náleží do celku Ještědsko-kozákovský hřbet, podcelku Ještědský hřbet, okrsku Kryštofovy hřbety, podokrsku Rozsošský hřbet a části Černohorský hřbet.

## Přístup
Automobilem či vlakem lze nejblíže dojet do Kryštofova Údolí, odkud vedou lesní cesty na Spálený vrch jižně blízko vrcholu. Severně vede žlutá turistická značka, východně zelená (přes Rozsochu).